# Gondole (stockage)
 (novembre 2011).
Si vous disposez d'ouvrages ou d'articles de référence ou si vous connaissez des sites web de qualité traitant du thème abordé ici, merci de compléter l'article en donnant les références utiles à sa vérifiabilité et en les liant à la section « Notes et références ».
Pour les articles homonymes, voir Gondole (homonymie).

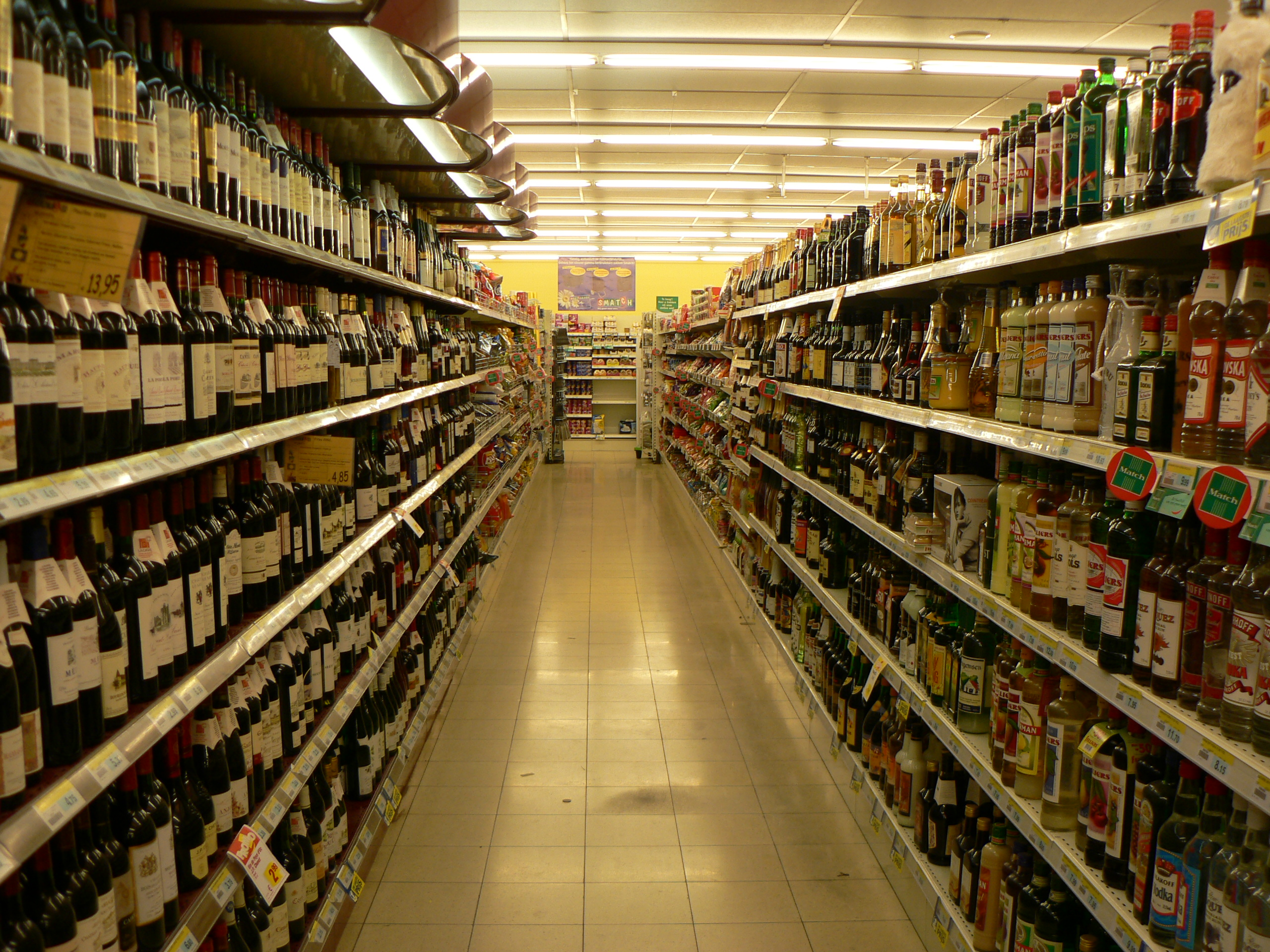
Gondoles dans un supermarché.

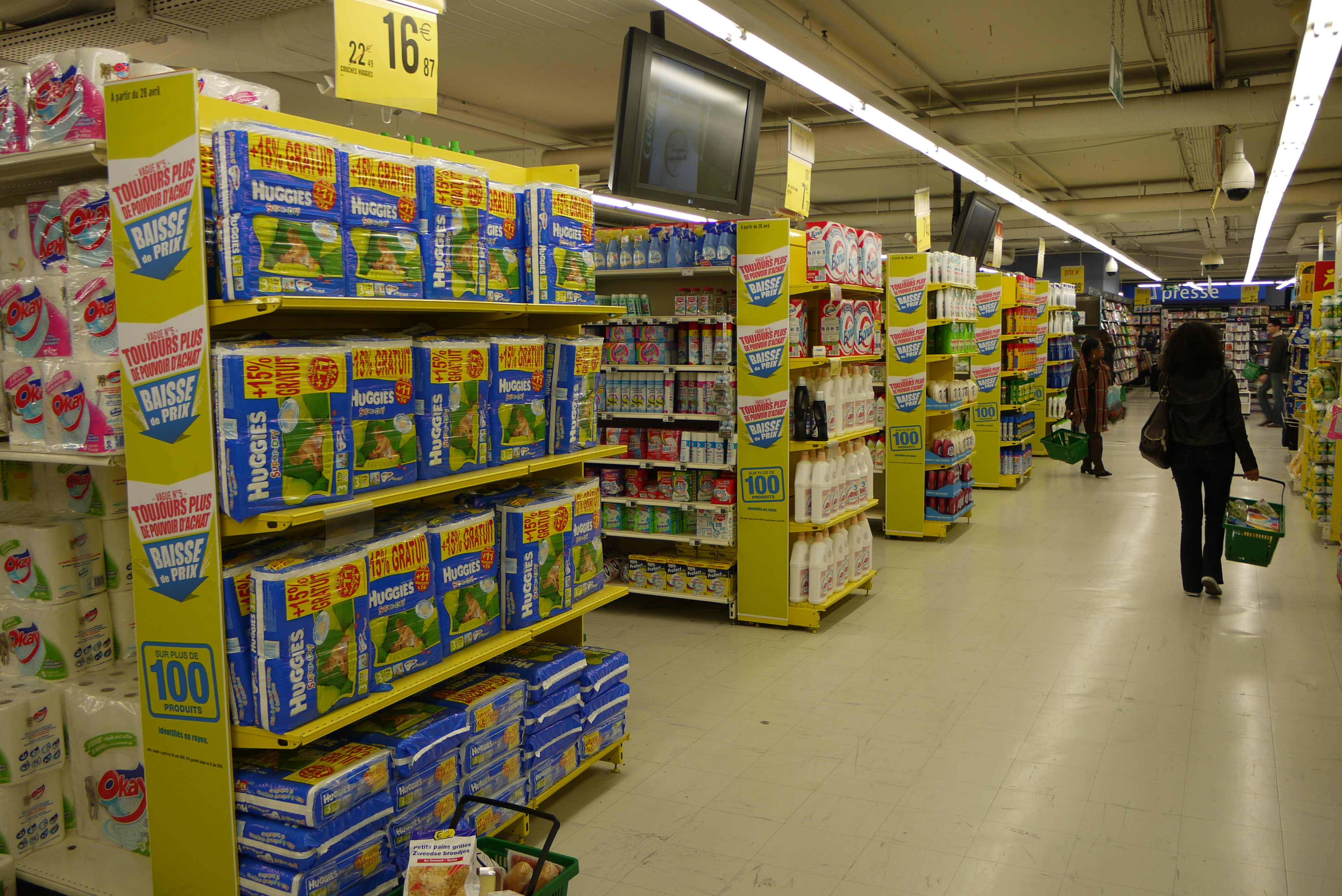
Têtes de gondoles d'un supermarché parisien.

Une gondole est un système de stockage vertical, utilisé communément dans les supermarchés, les entrepôts, archives, etc. Il s'agit d'un ensemble d'étagères accessible par les deux côtés et éventuellement les deux extrémités, visant à donner aux produits la meilleure visibilité possible. Une rangée de gondole est appelée un linéaire. Les extrémités, appelées tête de gondole (parfois abrégé TG dans le langage professionnel), sont des endroits privilégiés pour mettre en valeur certains produits.

## Types et caractéristiques des gondoles
Il existe une multitude de types de rayonnages en gondole pour le stockage, couvrant différents besoins : du rayonnage léger pouvant stocker du petit matériel ou des archives légères ou remplacer des étagères dans un bureau, au rayonnage dit « mi-lourd » pouvant accepter une charge plus importante.
Une gondole de magasin mesure en général environ 40 cm de profondeur, mais les dimensions peuvent largement varier.

## Installation

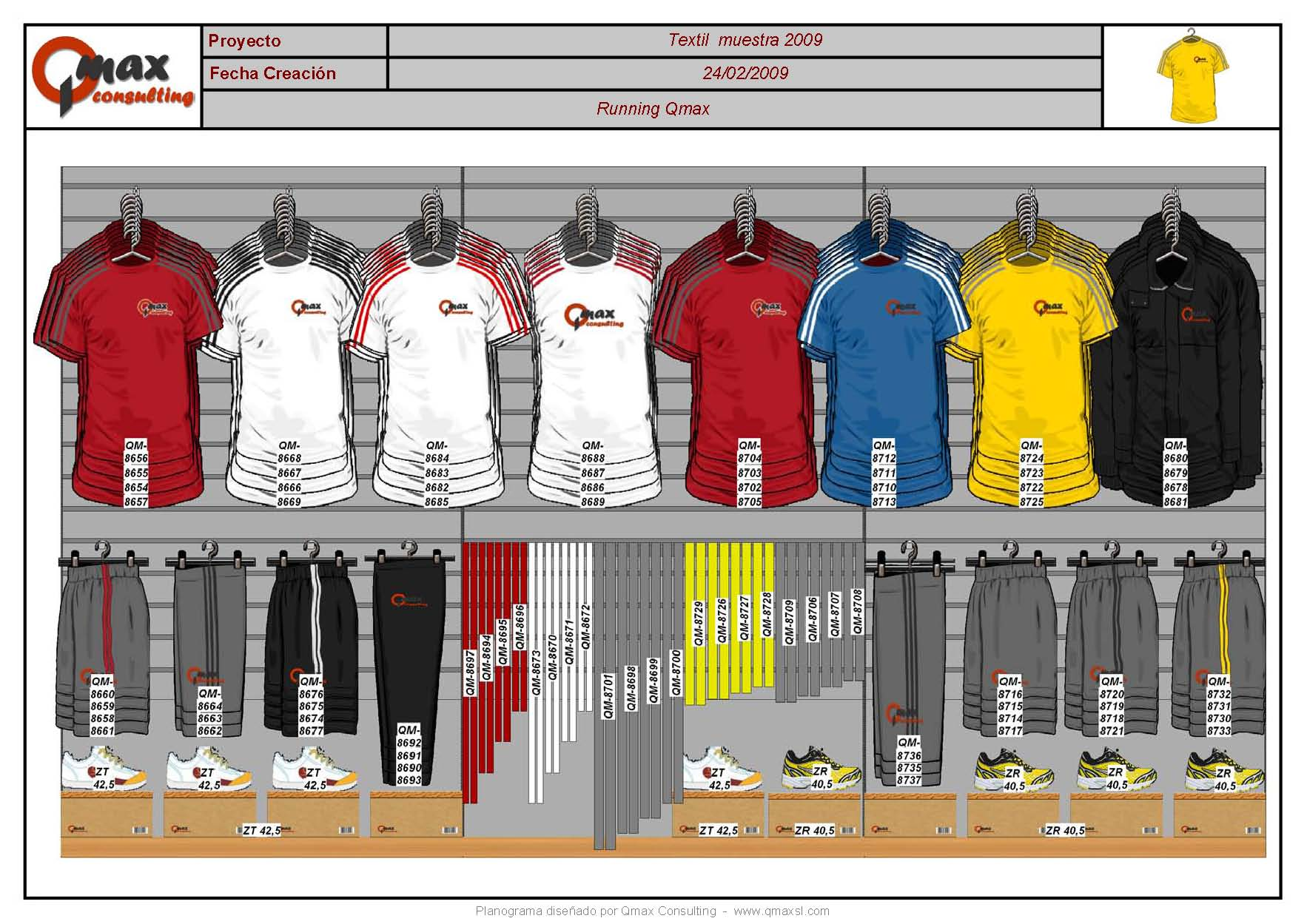
Exemple de planogramme textile

La structure métallique d'une gondole est composée de poteaux dans lesquels sont percés de nombreux trous permettant de fixer d'une part les pans arrières de la gondole et d'autre part les équerres qui soutiennent les étagères. On peut régler la hauteur des étagères en déplaçant les équerres.
Dans les grandes surfaces, on cherche à optimiser l'espace de stockage tout en assurant une visibilité des marchandises ; il faut tenir compte de la taille des produits pour placer au mieux les étagères et suivre un plan d'installation qui assure que tous les produits pourront être placés au bon endroit, sans laisser d'espaces vides. Ce plan d'installation s'appelle le planogramme et fait l'objet d'études marketing dont le but est d'optimiser les ventes.
Dans les magasins de vêtements, le merchandising est effectué à l'aide de rayonnage spécialisé pour les vêtements, et permet de mettre en avant des produits spécifiques pour augmenter le panier moyen lors du passage à la caisse.